# Bunijaya (Pagelaran)
Bunijaya is een bestuurslaag in het regentschap Cianjur van de provincie West-Java, Indonesië. Bunijaya telt 6381 inwoners (volkstelling 2010).